# Evrazgroep
Evraz (Russisch: Евраз, Jevraz) is een van oorsprong Russisch geïntegreerd staal-, vanadium en steenkoolproducent met eigen ijzererts en steenkoolmijnen dat zijn hoofdzetel thans in Londen heeft. De mijnen en staalfabrieken bevinden zich in Rusland. In Noord-Amerika en Europa bezit het enkele fabrieken waar eindproducten worden vervaardigd en verkoopskantoren. 95 procent van de circa zeventig duizend personeelsleden werken in Rusland.
Evraz is de op een na grootste staalproducent van Rusland met een productie van 13,6 miljoen ton in 2020. Alleen Novolipetsk Steel is groter. Op de wereldranglijst van staalproducenten, gemeten naar staalproductie, stond het bedrijf dat jaar op plaats dertig.

## Structuur
De Evrazgroep werd gevormd door de inbreng van ongeveer 96% van de aandelen van Mastercroft, het holdingbedrijf waarlangs Evraz haar dochterbedrijven bezit, in een nieuw bedrijf in 1999. Mastercroft was in bezit van Crosland Global (geregistreerd in Cyprus), dat weer in bezit is van de begunstigde aandeelhouders van Evraz (geregistreerd in Luxemburg).
In 2011 werd de holding Evraz plc gevormd in het Verenigd Koninkrijk.

## Activiteiten
Evraz is een verticaal geïntegreerde holding met een hoge zelfvoorzieningsgraad in ijzererts en met een enorme productie van cokes, waardoor het een van de grootste spelers is op de Russische cokeskoolmarkt via haar aangesloten bedrijven. Evraz heeft ook de beschikking over een aantal handels- en logistieke faciliteiten in de metaalsector. De belangrijkste afzetmarkt is Rusland, maar het is verder ook actief in de Verenigde Staten, Canada, Tsjechië en Kazachstan. Van de omzet werd 38 procent gerealiseerd in Rusland, dertig procent in Azië en twintig in Amerika. In 2020 bedroeg de omzet circa 8,6 miljard euro en de nettowinst zo'n 760 miljoen euro.
Het bedrijf produceert vooral lange staalproducten voor de spoorwegen, zoals spoorstaven en wielen, en de bouwsector, zoals profielen en wapening. In Rusland heeft het driekwart van de markt voor rails in handen. Verder levert het halffabricaten aan andere staalfabrikanten voor verdere verwerking. Het beschikt over eigen ijzerertsmijnen en voorziet hiermee voor 68% in de eigen behoefte. Staal maakt zowat tachtig procent van de omzet uit, gevolgd door cokes met zo'n 15% en de resterende omzet is vooral vanadium. De cokesproductie is ruim tweemaal meer dan het zelf nodig heeft en veel cokes wordt verkocht aan andere partijen. Evraz is ook een grote producent van vanadium.

### Onderdelen
| Bedrijf                           | Plaats                         | Werknemers (2020) | Activiteit                                                              | Capaciteit per jaar                                  |
| --------------------------------- | ------------------------------ | ----------------- | ----------------------------------------------------------------------- | ---------------------------------------------------- |
| EVRAZ KGOK                        | Katsjkanar                     | 5948              | ijzer- en vanadiumertsmijnen en -verwerking                             | 60 mln. t                                            |
| EVRAZ ZSMK                        | Novokoeznetsk                  | 22.731            | ijzerertsmijnen en staalproductie                                       | 9 mln. t erts; 6,2 mln. t ruwijzer; 7,7 mln. t staal |
| EVRAZ NTMK                        | Nizjni Tagil                   | 13.359            | staal, cokes, chemicaliën                                               | 4,9 mln. t ruwijzer; 4,4 mln. t staal                |
| EVRAZ Caspian Steel               | Qostanay (Kazachstan)          | 202               | wapening                                                                | 450.000 t                                            |
| EVRAZ Vanady Tula                 | Toela                          | 610               | vanadium(V)oxide, ferrovanadium                                         |                                                      |
| EVRAZ Nikom                       | Mnisek pod Brdy                | 64                | ferrovanadium, aluminothermische slak                                   | 4000 t FeV; 9500 t slag                              |
| EvrazHolding Trade Company        | Moskou                         | 138               | verkoop van staalrollen in de GOS                                       | —                                                    |
| EVRAZ Metall Inprom               | Moskou                         | 1452              | verkoop van staal voor de bouw in de GOS                                | —                                                    |
| East Metals                       | Zug (Zwitserland)              | 79                | verkoop buiten de GOS                                                   | —                                                    |
| Raspadskaya                       | Mezjdoeretsjensk               | 15.578            | steenkoolmijnen en -verwerking                                          | 26 mln. t                                            |
| EVRAZ Regina                      | Regina (Canada)                | 1072              | plaatstaal, buizen                                                      | 1,1 mln. t                                           |
| EVRAZ Portland                    | Portland (VS)                  | 302               | plaatstaal, buizen                                                      | 204.000 t buizen                                     |
| EVRAZ Pueblo                      | Pueblo (VS)                    | 1022              | spoorstaven, buizen voor olie en gas, staaldraad, betonwapening, staven |                                                      |
| EVRAZ Calgary                     | Calgary (Canada)               | 243               | buizen voor olie en gas                                                 | 186.000 t                                            |
| EVRAZ Camrose                     | Camrose (Canada)               | 91                | buizen voor olie, gas e.a.                                              | 118.000 t                                            |
| EVRAZ Edmonton Coupling Machining | Edmonton (Canada)              | 16                | buiskoppelingen                                                         | 1,5 mln. stuks                                       |
| EVRAZ Red Deer Works              | Red Deer (Canada)              | 178               | buizen                                                                  | 167.000 t                                            |
| EVRAZ Recycling                   | 13 locaties in Canada en de VS | 265               | recyclage van schroot                                                   |                                                      |

Metaalproducent NKMK werd in 2013 bij ZSMK gevoegd.
IJzerertsverwerker Vysokogorski GOK werd in 2013 verkocht.
Vítkovice Steel uit Tsjechië werd in 2014 verkocht.
Anno 2022 is Evraz van plan om ook de steenkoolproductie van Raspadskaya af te stoten.

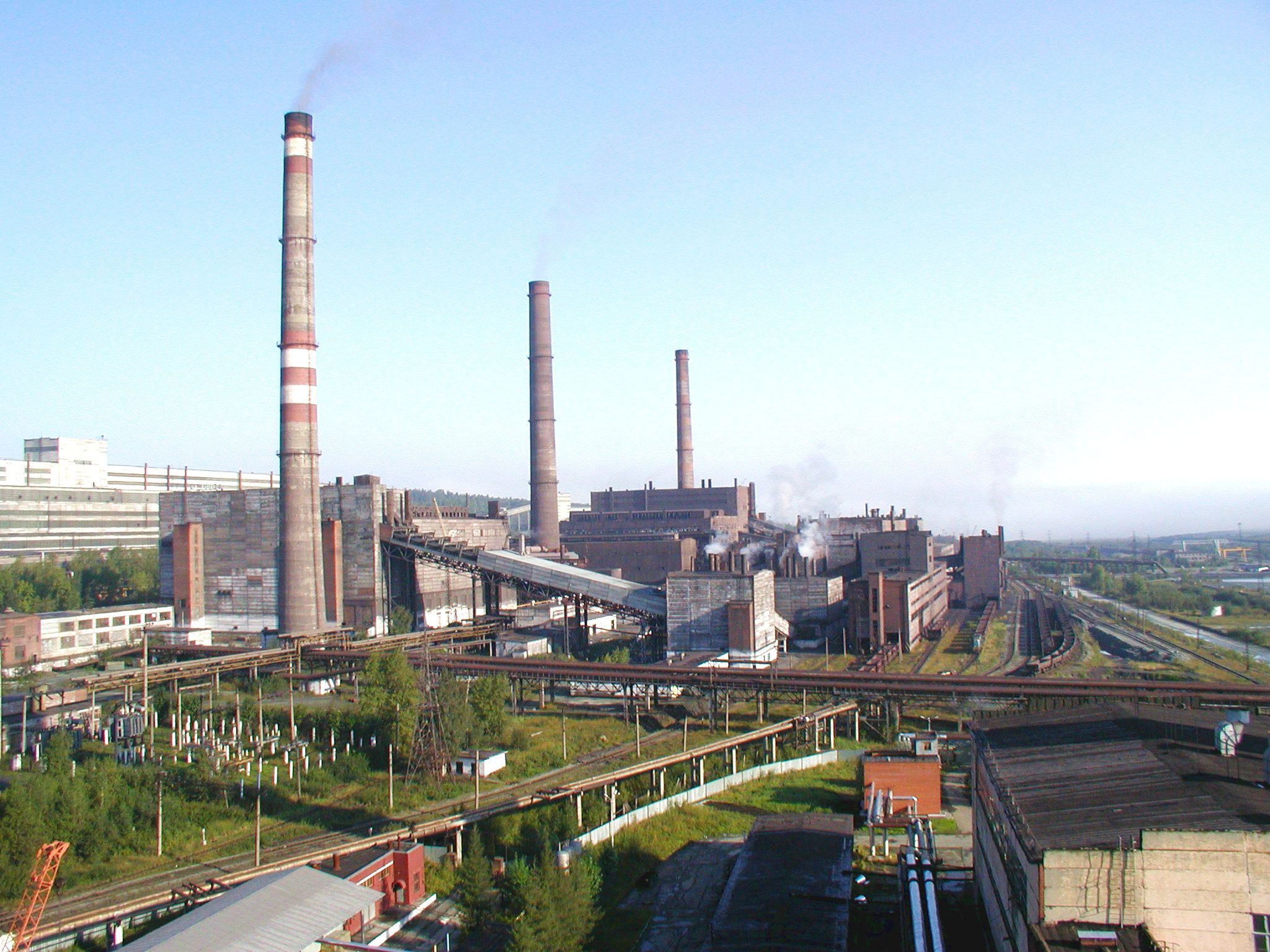
De fabriek van Katsjkanarski GOK.

### Resultaten
De jaarverslagen van Evraz luiden in Amerikaanse dollars. Staal wordt veelal in dollar geprijsd en Evraz heeft besloten hierop aan te sluiten. De meeste activiteiten vinden in Rusland plaats en de kosten luiden grotendeels in Russische roebels. Veranderingen in de wisselkoers hebben hierdoor gevolgen voor de resultaten.
| Jaar | Omzet  | Brutoresultaat | Nettoresultaat | Ruwstaalproductie (× miljoen ton) | Werknemers |
| ---- | ------ | -------------- | -------------- | --------------------------------- | ---------- |
| 2005 | 6508   | 2348           | 1043           | 13,9                              |            |
| 2010 | 13.394 | 3075           | 532            | 16,3                              |            |
| 2015 | 8787   | 2184           | -719           | 14,351                            |            |
| 2016 | 7713   | 2192           | -188           | 13,513                            |            |
| 2017 | 10.827 | 3342           | 759            | 14,033                            | 70.200     |
| 2018 | 12.836 | 4825           | 2470           | 13,019                            | 69.379     |
| 2019 | 11.905 | 3632           | 365            | 13,813                            | 71.223     |
| 2020 | 9754   | 3042           | 858            | 13,63                             | 69.619     |

## Geschiedenis
EvrazMetall werd in 1992 opgericht als grondstoffen- en staalhandelaar voor Russische staalfabrieken. Vanaf 2001 begon het mijnen, ertsverwerkers en metaalfabrieken over te nemen. In 2003 werd ook de zeehaven van Nachodka overgenomen, die in 2017 werd verkocht.
In 2005 volgde de eerste buitenlandse overname met de aankoop van de Italiaanse walserij Palini & Bertoli. Dit bedrijf werd in 2019 weer verkocht. Nog dat jaar creëerden Evraz en het Japanse Mitsui een joint venture voor de exploitatie van een steenkoolveld in Jakoetië.
In 2006 werd een belang van 73 procent in het Amerikaanse Strategic Minerals Corporate, of Stratcor, genomen. Evraz was al Ruslands grootste producent van vanadiumslak en kreeg met de overname faciliteiten in handen om deze zelf verder te verwerken. Stratcor werd in 2019 weer verkocht. In 2007 volgden de Amerikaanse staalverwerker Oregon Steel Mills en de Tsjechische producent van ferrovanadium Nikom.
Op 2 juni 2005 gaf Evraz ongeveer 8,3% van haar aandelen uit aan de London Stock Exchange (LSE) in Londen in de vorm van GDR's. Het bedrijf werd geprijsd op 14,5 dollar per GDR, wat neerkwam op een aandelenwaarde van US$ 5,15 miljard. In februari 2006 werd 14,3% van de aandelen uitgegeven in GDR's aan de LSE. In 2011 verhuisde het aandeel naar de hoofdmarkt en in december ging het deel uitmaken van de FTSE 100-aandelenindex. Anno 2020 was 33,8 procent van de aandelen vrij verhandelbaar.
Op 19 juni 2006 maakte Roman Abramovitsj bekend een aandeel van 42% in de staalgroep te nemen. Hij was bereid zo'n drie miljard dollar te betalen voor dit belang. In september 2006 verklaarde hij plannen te hebben tot het fuseren van Evraz met de SeverStal Groep, waarmee de grootste metallurgische holding van Rusland zou ontstaan. Deze fusie heeft nooit plaatsgevonden.